# Dobsza
Dobsza Baranya megyei község 1978-ban alakult Kisdobsza és Nagydobsza községek egyesítésével. 1992 január 1-én a két település ismét különvált. A Dobsza megnevezést a formális egyesítés előtt és után is használták-használják. A két településnek jelenleg is azonos az irányítószáma. A "dobsza" név egyik lehetséges eredete a cseh dub (tölgy) szó, mivel 1100 körül csehek telepedtek le az akkoriban tölgyesekkel borított vidékre.
A település rendszerváltás utáni első és egyetlen polgármesterének a lakosok 1990 őszén ifj. Büki Istvánt választották. A szétválás után 1992 január 19-én mindkét településen időközi választást tartottak.